# Goniodoma auroguttella
Goniodoma auroguttella is een vlinder uit de familie kokermotten (Coleophoridae). De wetenschappelijke naam is voor het eerst geldig gepubliceerd in 1841 door Fischer v. Roslerstamm.
De soort komt voor in Europa.